# Edward Burgess (General)
Sir Edward Arthur Burgess, KCB, OBE (* 30. September 1927; † 8. Mai 2015) war ein britischer Offizier und zuletzt General der British Army, der unter anderem zwischen 1984 und 1987 als Deputy Supreme Allied Commander Europe (DSACEUR) stellvertretender Alliierter Oberkommandierender der NATO in Europa war. Er bekleidete zudem von 1988 bis 1997 das Ehrenamt des Gentleman Usher to the Sword of State.

## Leben
Edward Arthur Burgess, Sohn von Edward Burgess und Alice Burgess, begann nach dem Besuch der Bloxham School 1946 eine Offiziersausbildung und wurde nach deren Abschluss 1948 als Second Lieutenant in die Royal Artillery übernommen. In den folgenden Jahren fand er zahlreiche Verwendungen als Offizier sowie Stabsoffizier und nahm unter anderem an Einsätzen während der sogenannten „Konfrontasi“ teil, ein Konflikt zwischen Indonesien und Malaysia, der von 1963 bis 1966 dauerte. Auslöser des Konfliktes war die Gründung des Staates Malaysia im Jahr 1963, welche vom damaligen indonesischen Präsidenten Sukarno nicht hingenommen wurde. Demgegenüber standen die Staaten des Commonwealth, insbesondere das Vereinigte Königreich, Australien und Neuseeland unter Berufung auf das Anglo-Malayan Defence Agreement dem jungen Staat Malaysia militärisch bei. Für seine Verdienste wurde er 1972 zum Officer des Order of the British Empire (OBE) ernannt. Als Brigadier war er zwischen Juni 1972 und Januar 1975 zunächst Kommandeur der Artillerie der 4. Panzerdivision (Commander, Royal Artillery, 4th Armoured Division) und anschließend von Februar 1975 und Februar 1977 im Verteidigungsministerium des Vereinigten Königreichs als Director of Recruiting and Organization Direktor für Rekrutierung und Organisation des Heeres.
Nach seiner Beförderung zum Major-General blieb Burgess im Verteidigungsministerium und war zwischen April 1977 und Februar 1979 Direktor für Kampfentwicklung (Director of Combat Development). Danach wurde er im April 1979 Kommandeur der 1. Artilleriedivision beziehungsweise ab 1981 Kommandeur der Artilleriedivision und hatte dieses Kommando bis März 1982 inne. Nachdem er zum Lieutenant-General befördert wurden, übernahm er im Mai 1982 von Generalleutnant Sir Frank Kitson den Posten als Kommandeur der Feldarmee (Commander, United Kingdom Field Army) und bekleidete diesen bis zu seiner Ablösung durch Generalleutnant Sir John Akehurst im April 1984. Während dieser Zeit wurde er im Zuge der sogenannten „Birthday Honours“ am 12. Juni 1982 als Knight Commander des Order of the Bath (KCB) geadelt, so dass er fortan das Prädikat „Sir“ führte.
Zuletzt wurde Sir Edward Burgess im Juli 1984 zum General befördert und löste Air Chief Marshal Sir Peter Terry als Deputy Supreme Allied Commander Europe (DSACEUR) ab. Er war damit bis zu seinem Eintritt in den Ruhestand im Juni 1987 stellvertretender Alliierter Oberkommandierender der NATO in Europa und wurde anschließend erneut von General Sir John Akehurst abgelöst. Zugleich fungierte er zwischen 1985 und 1987 als Generaladjutant von Königin Elisabeth II. (Aide-de-Camp General to the Queen). Er bekleidete zudem als Nachfolger von Air Chief Marshal Sir John Barraclough von 1988 bis zu seiner Ablösung durch Admiral Sir Michael Layard 1997 das Ehrenamt des Gentleman Usher to the Sword of State.
Aus seiner 1954 geschlossenen Ehe mit Jean Angelique Leslie Henderson gingen ein Sohn und eine Tochter hervor.